# San Agustín Acasaguastlán
San Agustín Acasaguastlán è un comune del Guatemala facente parte del dipartimento di El Progreso.